# Mike Glover (Ingenieur)
Michael John „Mike“ Glover ist ein britischer Bauingenieur.
Glover war nach dem Studium des Bauingenieurwesens an der University of Surrey ab 1969 bei Arup, wo das HSBC-Hochhaus Hongkong (Architekt Norman Foster) zu seinen Projekten gehörte und Projekte in der Öl- und Gasindustrie. Außerdem war er technischer Leiter der Hochgeschwindigkeitseisenbahnstrecke von London zum Kanaltunnel (High Speed 1), eines der größten Infrastrukturprojekte Großbritanniens mit geschätzten Kosten von 10 Milliarden Pfund, 150 Brücken (einschließlich der Eisenbahnbrücke über den Medway) und vielen Tunneln (allein in London 50 km Tunnelstrecke) und der Erneuerung des St. Pancras Bahnhofs in London. Er wurde 2006 Fellow von Arup und ist als Direktor zuständig für Infrastruktur-Design.
Er forschte auch über von den Kosten her optimierten baubetrieblichen Prozessen bei der Planung und Durchführung großer Bauprojekte.
2008 erhielt er die Goldmedaille der Institution of Structural Engineers. Er ist Mitglied der Royal Academy of Engineering. 2009 wurde er OBE und 2012 Ehrendoktor der University of Surrey. 2004 hielt er die Annual Lecture beim Henderson Colloquium der IABSE (St Pancras – Jewel of the Channel Tunnel Rail Link).